# Meadowlands Arena
Meadowlands Arena é um ginásio localizado em East Rutherford, New Jersey (EUA). Foi casa dos times de basquetebol da NBA New Jersey Nets e de hóquei no gelo da NHL New Jersey Devils.
Começou a ser construída em 1977, sendo inaugurada em 2 de Julho de 1981 (com um dos seis shows que Bruce Springsteen fez no local). Tem capacidade de 19.040 torcedores para jogos de hóquei no gelo e de 20.000 para jogos de basquetebol e concertos.
Recebeu o All-star game da NBA em 1982 (Leste 120 - Oeste 118).
Em 1996 o nome foi modificado, num contrato de Naming rights a empresa áerea Continental Airlines, renomeando como Continental Airlines Arena. Em 2007, a marca de roupas Izod assumiu o batismo do estádio.
O estádio foi abandonado pelos Devils em 2007, quando construíram o Prudential Center em Newark. Os Nets permaneceram mais três anos no Izod antes de se mudar para o Prudential Center em 2010, e desde 2012 jogam no Brooklyn, em Nova Iorque, como Brooklyn Nets. A Universidade Fordham manteve seu time de basquete no estádio na temporada seguinte à saída dos Nets. Nos anos seguintes o Izod serviu como centro de conferências e para eventos musicais. Com prejuízos anuais, o governo de Nova Jersey optou por fechar o Izod Center em 2015, e em 2017 o ginásio será possivelmente demolido.

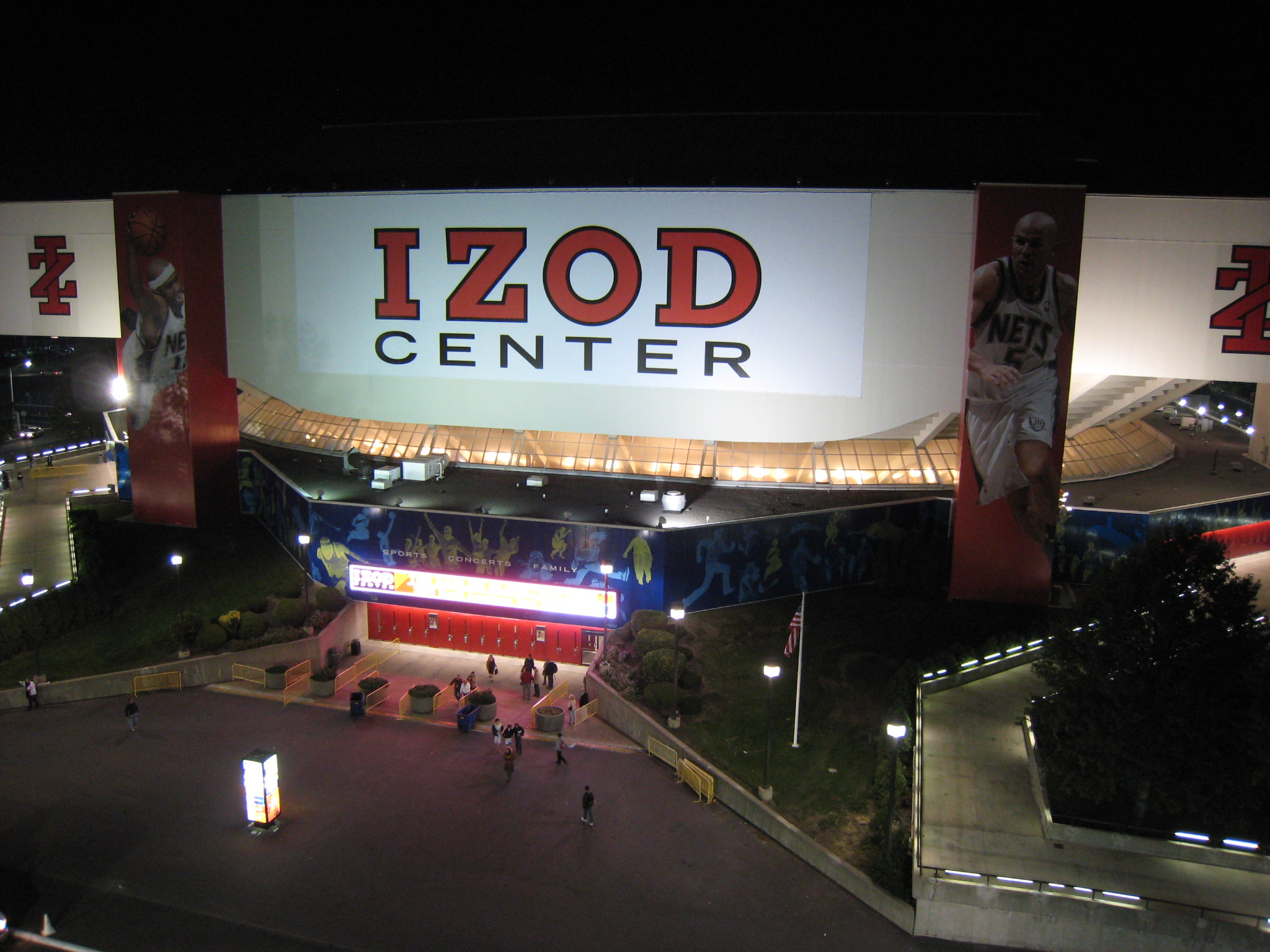
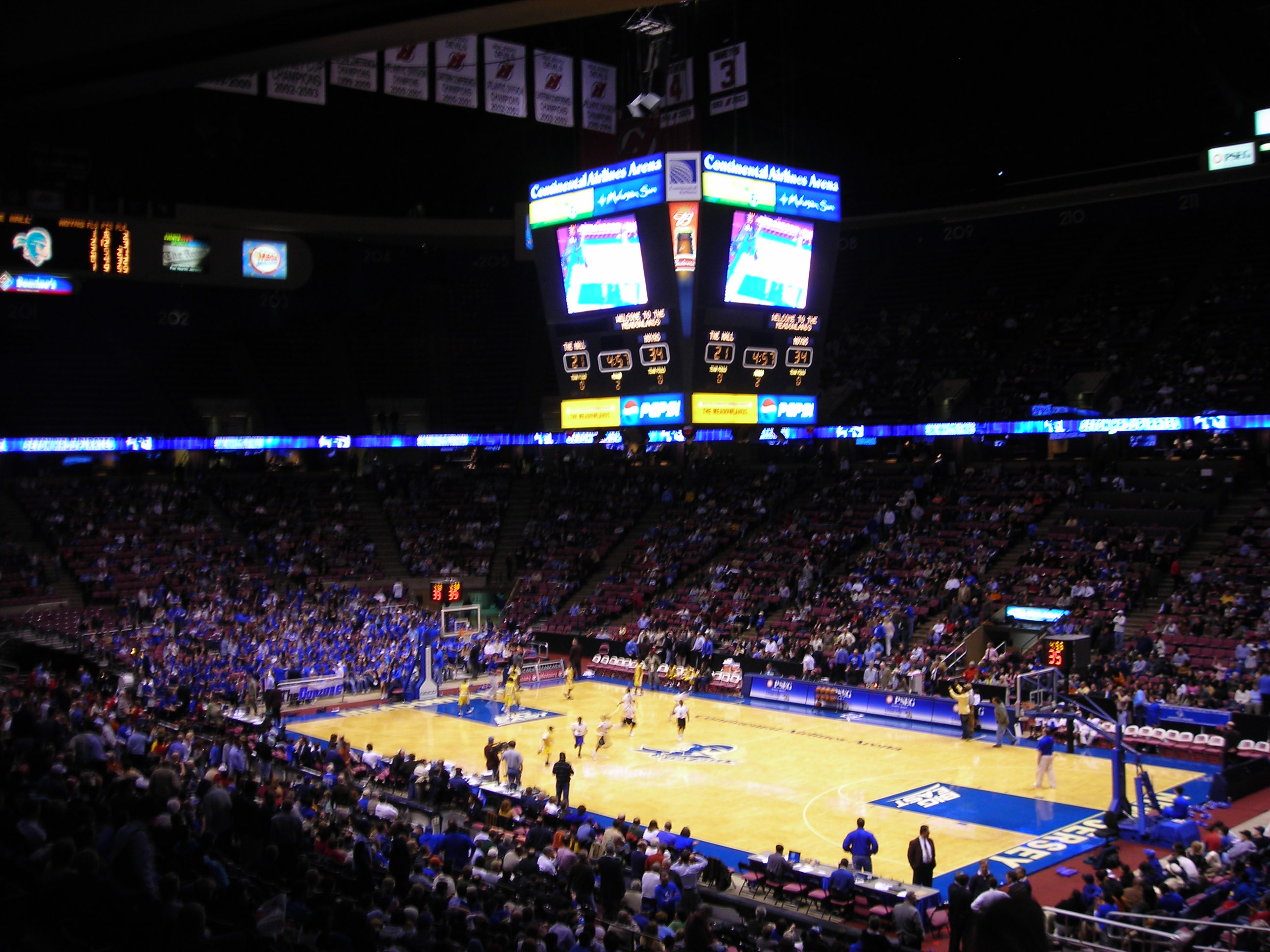
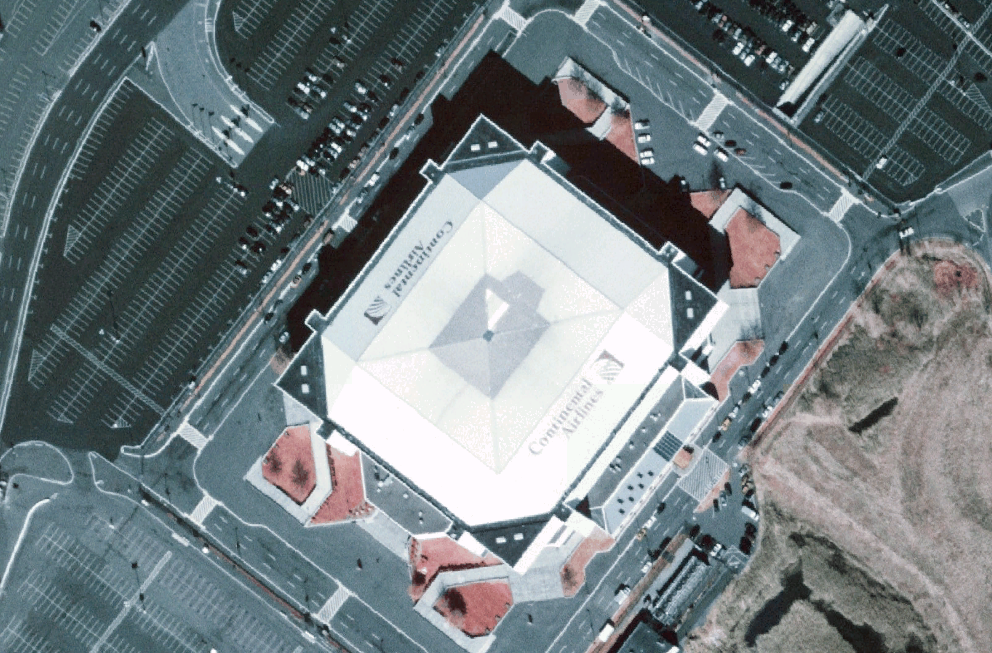

## Links
- Site Oficial - Meadowlands Sports Complex
- Foto por Satélite - Google Maps